# Valle de Matamoros
Valle de Matamoros ist eine Gemeinde (municipio) mit 332 Einwohnern (Stand: 2024) im Süden der spanischen Provinz Badajoz in der Autonomen Gemeinschaft Extremadura.

## Lage
Valle de Matamoros liegt ca. 88 km (Fahrtstrecke) südsüdöstlich der Provinzhauptstadt Badajoz in einer Höhe von ca. 610 m.
Das Klima im Winter ist gemäßigt, im Sommer dagegen warm bis heiß; die geringen Niederschlagsmengen (ca. 472 mm/Jahr) fallen – mit Ausnahme der nahezu regenlosen Sommermonate – verteilt übers ganze Jahr.

## Bevölkerungsentwicklung
| Jahr      | 1970 | 1981 | 1991 | 2001 | 2011 | 2021 |
| Einwohner | 1274 | 714  | 585  | 502  | 427  | 359  |

## Sehenswürdigkeiten
- Blasiuskirche (Iglesia de la Asunción de la Virgen)
- Marienkapelle

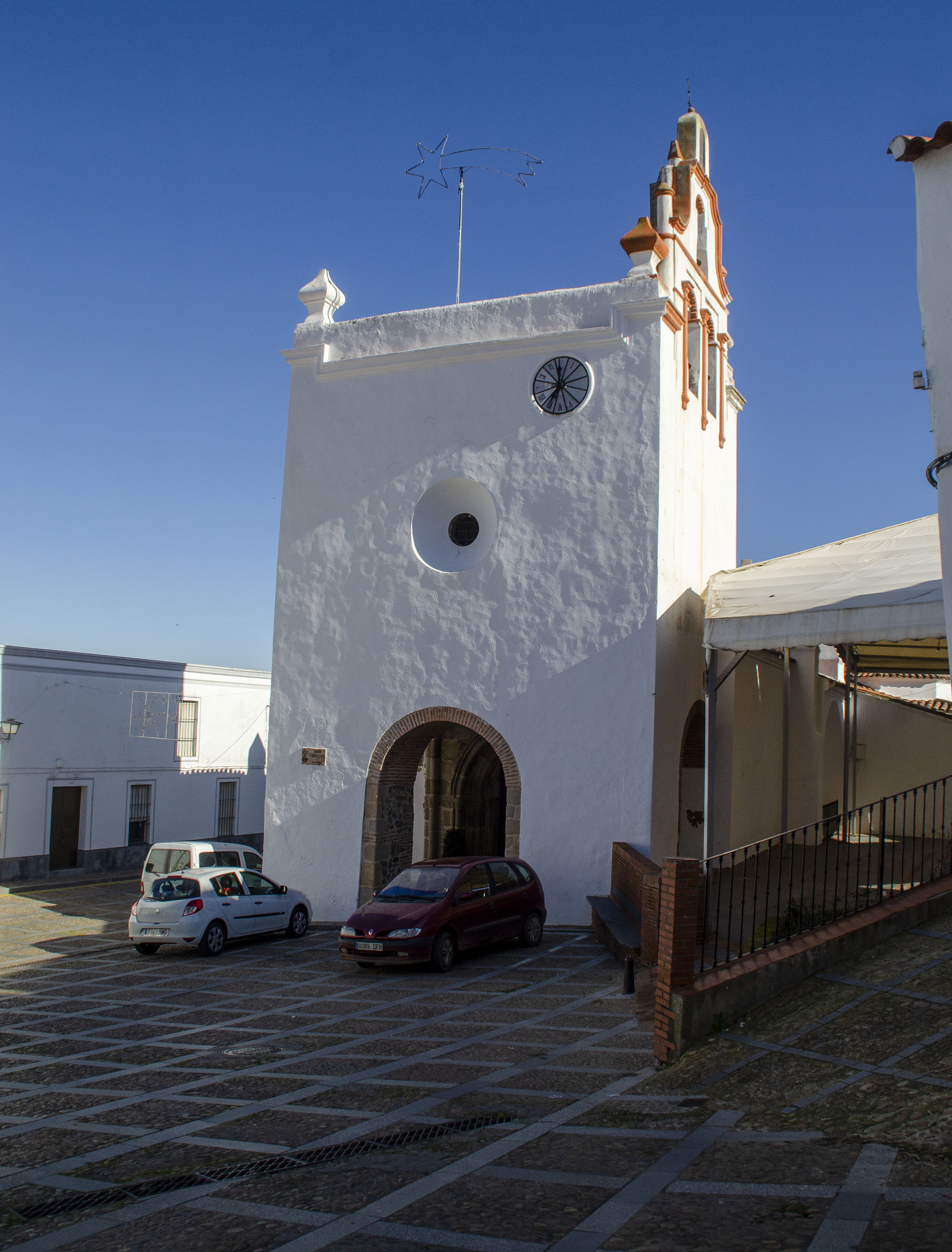
Himmelfahrtskirche
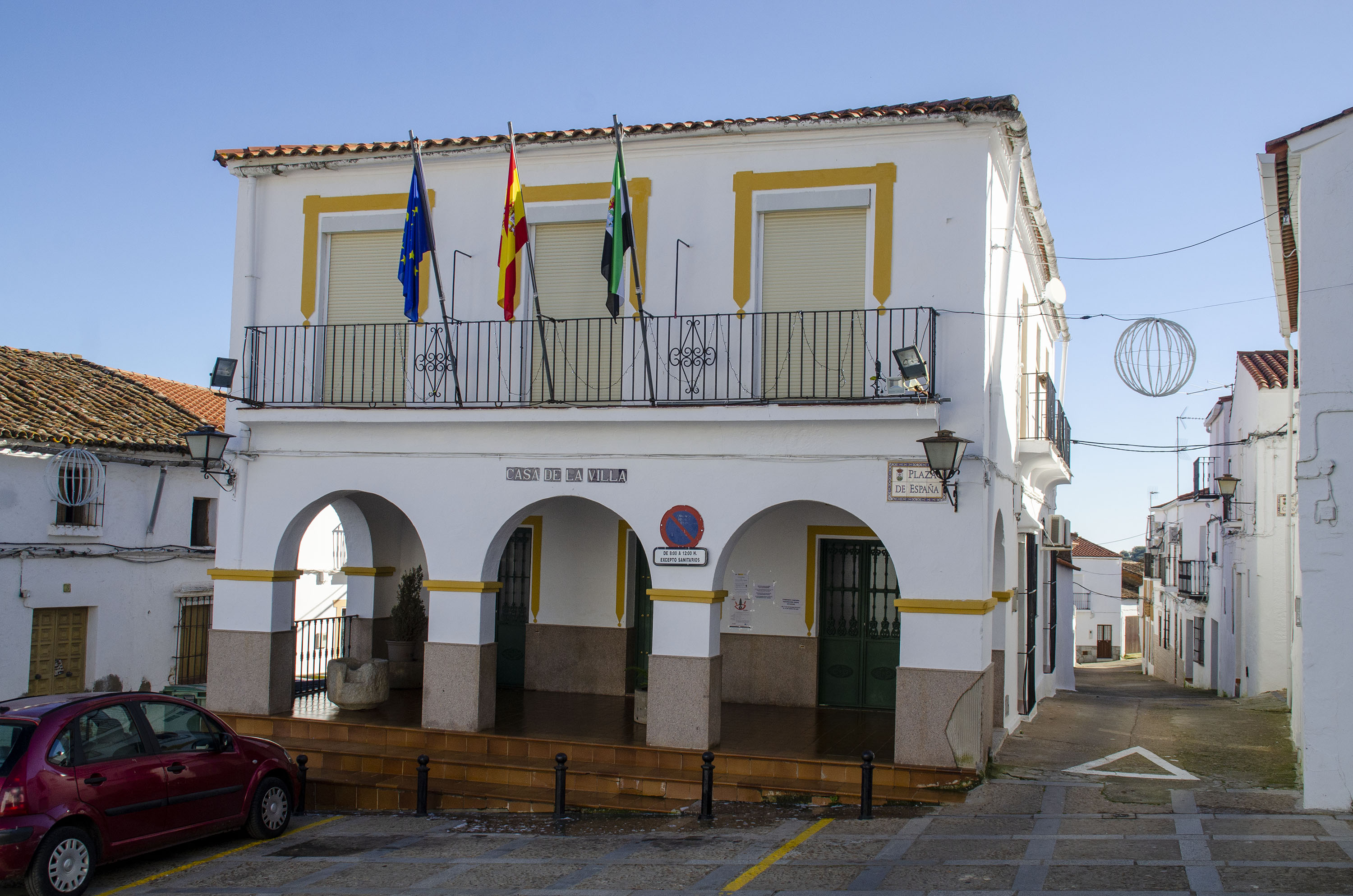
Rathaus